# Nadějkov
Nadějkov település Csehországban, a Tábori járásban. Nadějkov Sedlec-Prčice, Chyšky, Vlksice, Božetice, Jistebnice és Nechvalice településekkel határos. Lakosainak száma 717 fő (2024. január 1.).

## Népesség
A település lakosságának változását az alábbi diagram mutatja:
| Lakosok száma | 1793 | 1745 | 1526 | 1053 | 868  | 735  | 725  | 720  | 716  | 717  |
|               | 1869 | 1890 | 1921 | 1950 | 1980 | 2001 | 2017 | 2019 | 2022 | 2024 |